# 黃道光

從智利拉西拉天文台拍攝到的黃道光，圖中同時亦可看見反日點上的對日照（即銀河左方相對較亮的區域）。這幅影像由七張連續拍攝的照片接合而成，攝於2016年4月14日深夜，即當年春分過後約一週。照片中的西方位於左方，東方則在右方

黃道光（英語：Zodiacal light）是指在夜空中靠近太陽的地方，沿著黃道或黃道帶泛出略呈三角形的白色微光。在北半球的中緯度地區，最適合觀察黃道光的時段是春季的暮光完全消失之後的西方天空，或是秋季曙光出現之前的東方天空。因為黃道光非常黯淡，月光或光污染很容易盖住黄道光。黃道光的強度會隨著远离太陽而減弱，但在非常黑暗的夜晚也能觀察到黃道光籠罩著整個黃道。事實上黃道光是散逸在整個天空的，在晴朗无月的夜晚大约能够占到夜天光总亮度的60%。在背對太陽的方向上可以看見一團微弱但比周圍稍亮一點的橢圓形的光暈，這就是所謂的對日照。
黃道光是被散佈在太陽系內的塵埃粒子反射的太阳光，因此其光譜與太陽光是相近的。太阳系内的这些尘埃粒子稱為行星際塵雲，以太陽為中心呈现透鏡的形狀，一直擴散到地球公转轨道以外的空間。因為大部分行星际灰尘都位於黃道面上，所以看見的黃道光就沿著黃道散發出來。形成黃道光所需要的物質總量非常少，如果這些塵埃粒子的直徑都是1mm、反照率（反射光線的能力）和月球相当，那么每隔8公里需要一顆塵粒。對日照則是由在地球上看来正好對背著太陽方向的塵埃粒子造成的，能看見的發出微光的範圍大約是滿月大小。
坡印亭-羅伯遜效應會造成塵粒緩慢的以螺旋的路徑進入太陽，因此必須有源源不斷的新塵粒來補充黃道中的雲氣。來自彗星塵埃尾和小行星碰撞產生的塵埃粒子是補充形成黃道光和對日照的顆粒最主要的來源。這幾年，來自不同太空船的觀測顯示，確實有一些帶狀分布的塵埃粒子是與一些特定的小行星族和彗尾有所關聯。

## 歷史
在以前，黃道光被認為只是太陽的大氣層。依據1728年的通用百科詞典： 
"黃道光中一無所有，只是太陽大氣中難以捉摸的罕見流體，不是被自己照亮，就是太陽這個球體本身發出的光輝；但在它的赤道上有較大的數量，並且比其它地方更為廣泛。"
最早開始研究黃道光現象的是天文學家喬凡尼·卡西尼於1683年的描述，而尼古拉·法蒂奥·丢勒在1684年做出了解釋。但Joshua Childrey在1661年就已經正確的認知黃道光是太陽系中的塵埃粒子散射陽光產生的光輝。

### 在伊斯蘭教的重要性
伊斯蘭教的先知穆罕默德描述黃道光是晨禱的時計，稱之為「虛假曙光」（阿拉伯语：‎ الفجر الكاذب）。穆斯林的口授傳統保留了許多穆罕默德的聖訓或警語，描述虛假曙光和暮曙光的差異，是在日落後或日出前很久，真正曙光之前在地平線上的第一道光。幹練的伊斯蘭教徒使用穆罕默德的描述來說明黃道光，以避免錯誤的決定進行晨禱的時間。這種實際的描述和應用天文觀測對維繫伊斯蘭天文學的黃金時期至關重要。
在本文前後的"虛假曙光"一詞與假日出是不同且不相關的光學現象，不可以混為一談。

### 布賴恩·梅
在2007年8月，皇后樂隊的首席吉他手布賴恩·梅在離開學術且從事36年的音樂生涯後，以在黃道塵的徑向速度為題完成了博士論文。他選此為題的原因是他可以花最少的時間來完成這論文。布賴恩說這主題在2000年後又變得流行起來。。

## 外部連結
- 觀測簡史(英文)
- "Zodiacal Light and the Gegenschein", an essay by J. E. Littleton